# Citrana
Das osttimoresische Citrana ist der Hauptort des Verwaltungsamts Nitibe (Sonderverwaltungsregion Oe-Cusse Ambeno) und eine Aldeia im Suco Beneufe.

## Geographie
Der Küstenort liegt auf einer Meereshöhe von 71 m, an der Sawusee, nahe der Mündung des Noel Besi, der auf weiter Strecke die Grenze zum indonesischen Westtimor bildet. Nördlich liegt die kleine Insel Fatu Sinai. Eine Straße mit einer Länge von 47,5 Kilometer verbindet Citrana mit der Gemeindehauptstadt Pante Macassar. Im Ort befinden sich eine Grundschule (Escola Primaria Citrana), ein kommunales Gesundheitszentrum und ein Hubschrauberlandeplatz für Notfälle.

### Grenzstreitigkeiten mit Indonesien

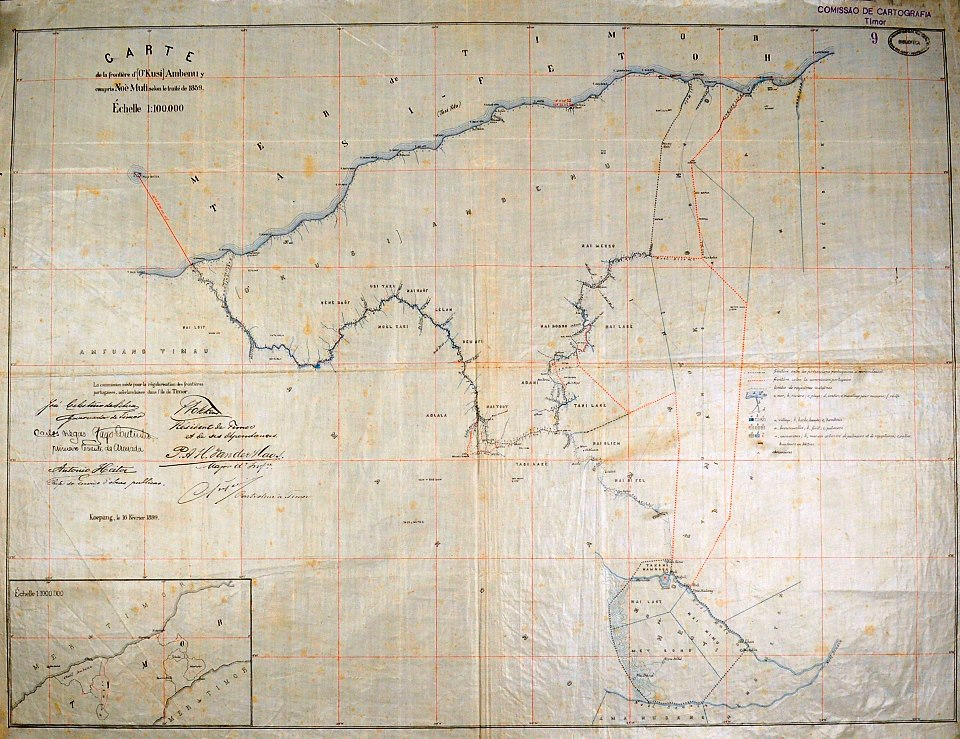
Auf der Karte von 1859, nach der sich Portugal und die Niederlande über die Grenzziehung einigten, gehörte Naktuka zu Portugal. Darauf begründet sich der Anspruch Osttimors auf das Gebiet.

Der Grenzverlauf zu Indonesien westlich Citranas ist umstritten. Dies betrifft das Gebiet von Naktuka, einer Fläche von 1009 Hektar am Noel Besi. Auf diesem Gebiet haben sich 21 osttimoresische Familien angesiedelt, während Einwohner des indonesischen Dorfes Oepoli (Regierungsbezirk Kupang) das Land als ihr Eigentum beanspruchen. Problematisch ist die Grenzziehung auch, weil der Grenzfluss in der Regenzeit ständig seinen Lauf verändert. Prinzipiell orientiert sich Indonesien beim Grenzverlauf entlang der tiefsten Stelle des Flusses, während Osttimor die Grenzziehung des lokalen, traditionellen Königreichs Ambeno zur Grunde legt.

## Geschichte
Ende des 19. Jahrhunderts war Citrana ein Exporthafen der Topasse-Familie der Costas, die den Liurai (Usif) von Oecussi stellten. Neben Sandelholz wurden hier auch Rattan, Bienenwachs und andere Waren nach Macau und andere Ziele verschifft.
Citrana ist einer der wenigen Orte in Oe-Cusse Ambeno, der von den Zerstörungen durch die Unruhen von 1999 verschont blieb.